# Zayn Hakeem
Zayn Mohammed Junayd Hakeem (Leicester, 15 febbraio 1999) è un calciatore antiguo-barbudano con cittadinanza britannica, attaccante dell'Anstey Nomads.

## Carriera

### Club
Dopo aver giocato nei settori giovanili di Nottingham Forest e Mansfield Town ha giocato 2 partite nella quarta divisione con quest'ultimo club, proseguendo poi la carriera (inizialmente in prestito dal Mansfield Town e poi a titolo definitivo) nelle serie minori, prevalentemente in settima divisione.

### Nazionale
Ha esordito in nazionale con Antigua e Barbuda nel 2023.